# Berkélium(III)-oxid
A berkélium(III)-jodid egy vegyület. Képlete Bk2O3. A többi berkéliumvegyülethez hasonlóan nem fordul elő a természetben.

## Tulajdonságai
Berkélium(IV)-oxid hidrogénnel történő redukciójával állítható elő:
{\displaystyle \mathrm {2\ BkO_{2}\ +\ H_{2}\ \longrightarrow \ Bk_{2}O_{3}\ +\ H_{2}O} }
Sárgazöld színű szilárd anyag, olvadáspontja 1920 °C. Tércentrált köbös kristályrácsa van a = 1088,0 ± 0,5 pm.

## Fordítás
Ez a szócikk részben vagy egészben  a   Berkelium(III)-oxid című német Wikipédia-szócikk fordításán alapul.  Az eredeti cikk szerkesztőit annak laptörténete sorolja fel. Ez a jelzés csupán a megfogalmazás eredetét és a szerzői jogokat jelzi, nem szolgál a cikkben szereplő információk forrásmegjelöléseként.